# Zagrodniki (Mazovie)
Pour les articles homonymes, voir Zagrodniki.
Zagrodniki (prononciation : [zaɡrɔdˈniki]) est un village de polonais, situé dans la gmina de Łochów de la Powiat de Węgrów et dans la voïvodie de Mazovie dans le centre-est de la Pologne.
Il se situe à environ 9 kilomètres au nord-est de Łochów, 26 kilomètres au nord-ouest de Węgrów et à 68 kilomètres au nord-est de Varsovie.